# Базумский хребет
Базумский хребет (арм. Բազումի լեռնաշղթա) или Безобдалский хребет — горная цепь на севере Армении. Длина 66 км, ширина — 15—20 км. Самая высокая точка — гора Урасар (арм. Ուրասար) — 2992 м. Со склонов стекают многочисленные притоки рек Дзорагет и Памбак.
Горы сложены из пород эпох мела и эоцена. Имеются запасы хромита, гранита, кварцита, а также выходы подземных вод. Склоны покрыты луговыми степями, выше — субальпийскими и альпийскими лугами. На восточных склонах имеются широколиственные леса.
Под хребтом проложен тоннель, соединяющий долину реки Дзорагет (Лорийское плато) и Памбакскую долину.